# Кочетков-Сукач, Владимир Вячеславович
Влади́мир Вячесла́вович Кочетко́в-Сука́ч (укр. Володимир Вячеславович Кочетков-Сукач; 9 октября 1971, Киев — 15 марта 2015, Красногоровка) — украинский менеджер и педагог, основоположник вальдорфской педагогики Украины; во время войны в Донбассе — основатель и командир волонтёрского проекта «Аэроразведка» (позывной — Чубакка).

## Биография

### Ранние годы
Родился 9 октября 1971 года в Киеве. Учился в 165-й киевской школе в 1978—1988 годах, окончил в 1994 году Киевский политехнический институт. С 1999 года был руководителем киевской вальдорфской школы «София».

### Предпринимательская деятельность
Позднее Кочетков-Сукач работал в сфере менеджмента:
- в 2000—2002 годах — директор по экспорту и партнёр Stone Agency
- в 2002 году — руководитель отдела маркетинга и продаж компании «Куин—Свиг»
- в 2002—2004 годах — директор по экспорту и партнёр компании «Древо»
- в 2004—2005 годах — руководитель департамента брокериджа КНК
- в 2005 году — директор S&K Company Ltd
- в 2005—2006 годах — заместитель директора Украинской торговой гильдии
- в 2006—2007 годах — директор In Gardarika Development, директор департамента загородной недвижимости «Concorde Capital»[8][9], позднее представитель в совете директоров и директор департамента развития «Innovative City Development Investments»
- в 2007—2008 годах — директор по инвестициям в рынок недвижимости «Concorde Capital»
- в 2008 году — первый заместитель генерального директора «PIK Group» Украины
- с 2008 года — член состава Координационного бюро по подготовке к Евро-2012 при кабинете министров Украины[8]
- в 2009 году — помощник вице-премьера Украины
- с 2011 года — глава компании «En.Green»

### Евромайдан и война
Кочетков-Сукач был участником Евромайдана и Автомайдана, позже работал в аппарате правительственного уполномоченного по антикоррупционной политике Татьяны Черновол. 9 мая 2014 года участвовал в противостоянии с пророссийскими сторонниками в Мариуполе. Нёс службу в батальоне «Азов», позже ушёл из батальона и стал волонтёром АТО. Кочетков-Сукач стал основателем организации «Аэроразведка», которая занималась разработкой, конструированием и испытанием беспилотников. Занимался расшифровкой фотографий воздушной разведки.
15 марта 2015 года Владимир Кочетков-Сукач подорвался на мине-растяжке около Красногоровки. Прощание прошло 18 марта на Майдане Незалежности и в Михайловском Золотоверхом монастыре. Похоронен на Лесном кладбище. Оставил жену Татьяну и 4 детей. Посмертно награждён орденом Богдана Хмельниького ІІІ степени.

## Публикации
- Кочетков-Сукач В. Когда лидером становится коллектив // На путях к новой школе, 2003 г., № 1  (рус.)